# Campeonato FIBA Américas de 1993
El Campeonato FIBA Américas de 1993 fue la 6.ª edición del campeonato de baloncesto del continente americano y se celebró en San Juan (Puerto Rico) entre el 28 de agosto y el 5 de septiembre de 1993. Este torneo fue clasificatorio para el Campeonato Mundial de Baloncesto de Canadá 1994 , para el cual otorgó 5 plazas. Estados Unidos derrotó a Puerto Rico en la final y fue el ganador del torneo, siendo el segundo título de campeón continental para la selección norteamericana.

## Equipos participantes
Compitieron 10 selecciones nacionales, divididas en los siguientes grupos:
| Grupo A              | Grupo B     |
| -------------------- | ----------- |
| Brasil               | Argentina   |
| República Dominicana | Canadá      |
| Panamá               | Cuba        |
| Estados Unidos       | Puerto Rico |
| Venezuela            | Uruguay     |

## Primera fase

### Grupo A
| # | Equipo               | Pts. | P | G | P | PF  | PC  | Dif. |
| - | -------------------- | ---- | - | - | - | --- | --- | ---- |
| 1 | Brasil               | 7    | 4 | 3 | 1 | 354 | 344 | +10  |
| 2 | Estados Unidos       | 7    | 4 | 3 | 1 | 391 | 384 | +7   |
| 3 | Panamá               | 6    | 4 | 2 | 2 | 343 | 346 | -3   |
| 4 | Venezuela            | 6    | 4 | 2 | 2 | 344 | 338 | +6   |
| 5 | República Dominicana | 4    | 4 | 0 | 4 | 340 | 360 | -20  |

### Grupo B
| # | Equipo      | Pts. | P | G | P | PF  | PC  | Dif. |
| - | ----------- | ---- | - | - | - | --- | --- | ---- |
| 1 | Argentina   | 7    | 4 | 3 | 1 | 351 | 335 | +16  |
| 2 | Puerto Rico | 7    | 4 | 3 | 1 | 392 | 292 | +100 |
| 3 | Canadá      | 7    | 4 | 3 | 1 | 355 | 345 | +10  |
| 4 | Cuba        | 5    | 4 | 1 | 3 | 343 | 369 | -26  |
| 5 | Uruguay     | 4    | 4 | 0 | 4 | 314 | 414 | -100 |

## Fase Final
|  | Cuartos de final | Cuartos de final |                 |           | Semifinales            | Semifinales            |  |  | Final           | Final |
|  |                  |                  |                 |           |                        |                        |  |  |                 |       |
|  | 3 de septiembre  |                  |                 |           |                        |                        |  |  |                 |       |
|  |                  |                  |                 |           |                        |                        |  |  |                 |       |
|  | Brasil           | 99               |                 |           |                        |                        |  |  |                 |       |
|  | Brasil           | 99               | 4 de septiembre |           |                        |                        |  |  |                 |       |
|  | Cuba             | 88               |                 |           |                        |                        |  |  |                 |       |
|  | Cuba             | 88               | Brasil          | 97        |                        |                        |  |  |                 |       |
|  | 3 de septiembre  |                  | Brasil          | 97        |                        |                        |  |  |                 |       |
|  |                  | Puerto Rico      | 111             |           |                        |                        |  |  |                 |       |
|  | Panamá           | Puerto Rico      | 111             | 73        |                        |                        |  |  |                 |       |
|  | Panamá           |                  | 5 de septiembre | 73        |                        |                        |  |  |                 |       |
|  | Puerto Rico      | 90               |                 |           |                        |                        |  |  |                 |       |
|  | Puerto Rico      | 90               | Puerto Rico     | 95        |                        |                        |  |  |                 |       |
|  | 3 de septiembre  |                  | Puerto Rico     | 95        |                        |                        |  |  |                 |       |
|  |                  | Estados Unidos   | 109             |           |                        |                        |  |  |                 |       |
|  | Estados Unidos   | Estados Unidos   | 109             | 87        |                        |                        |  |  |                 |       |
|  | Estados Unidos   | 4 de septiembre  |                 | 87        |                        |                        |  |  |                 |       |
|  | Canadá           | 73               |                 |           |                        |                        |  |  |                 |       |
|  | Canadá           | 73               | Estados Unidos  | 123       | Tercer y cuarto puesto | Tercer y cuarto puesto |  |  |                 |       |
|  | 3 de septiembre  |                  | Estados Unidos  | 123       | Tercer y cuarto puesto | Tercer y cuarto puesto |  |  |                 |       |
|  |                  | Argentina        | 107             |           |                        |                        |  |  |                 |       |
|  | Argentina        | Argentina        | 107             | 93        | Brasil                 | 91                     |  |  |                 |       |
|  | Argentina        |                  |                 | 93        | Brasil                 | 91                     |  |  |                 |       |
|  | Venezuela        | 82               |                 | Argentina | 98                     |                        |  |  |                 |       |
|  | Venezuela        | 82               |                 |           | 98                     |                        |  |  |                 |       |
|  |                  |                  |                 |           |                        |                        |  |  | 5 de septiembre |       |
|  |                  |                  |                 |           |                        |                        |  |  |                 |       |

|  | Perdedores de cuartos | Perdedores de cuartos |    |                 | Partido por el 5.º lugar | Partido por el 5.º lugar |  |
|  |                       |                       |    |                 |                          |                          |  |
|  |                       |                       |    |                 |                          |                          |  |
|  | 4 de septiembre       |                       |    |                 |                          |                          |  |
|  | Cuba                  | 96                    |    |                 |                          |                          |  |
|  | Panamá                | 83                    |    |                 |                          |                          |  |
|  |                       |                       |    |                 |                          |                          |  |
|  |                       |                       |    |                 | 5 de septiembre          |                          |  |
|  |                       |                       |    |                 | Cuba                     | 103                      |  |
|  |                       | Venezuela             | 98 |                 |                          |                          |  |
|  |                       |                       |    |                 |                          |                          |  |
|  |                       |                       |    |                 |                          |                          |  |
|  |                       |                       |    |                 | Partido por el 7.º lugar |                          |  |
|  | 4 de septiembre       | 4 de septiembre       |    | 5 de septiembre | 5 de septiembre          |                          |  |
|  | Canadá                | 86                    |    | Panamá          | 72                       |                          |  |
|  | Venezuela             | 94                    |    |                 | Canadá                   | 68                       |  |

Estados Unidos

Campeón

Segundo título

## Clasificación final
| Pos.              | Equipo               | Récord |
| ----------------- | -------------------- | ------ |
| Medalla de oro    | Estados Unidos       | 6-1    |
| Medalla de plata  | Puerto Rico          | 5-2    |
| Medalla de bronce | Argentina            | 5-2    |
| 4                 | Brasil               | 4-3    |
| 5                 | Cuba                 | 3-4    |
| 6                 | Venezuela            | 3-4    |
| 7                 | Canadá               | 4-3    |
| 8                 | Panamá               | 2-5    |
| 9                 | República Dominicana | 0-4    |
| 10                | Uruguay              | 0-4    |

|  | Clasificados para el Campeonato Mundial de Baloncesto de Canadá 1994.               |
|  | Clasificado para el Campeonato Mundial de Baloncesto de Canadá 1994 como anfitrión. |